# الحياة البرية في صوماليلاند

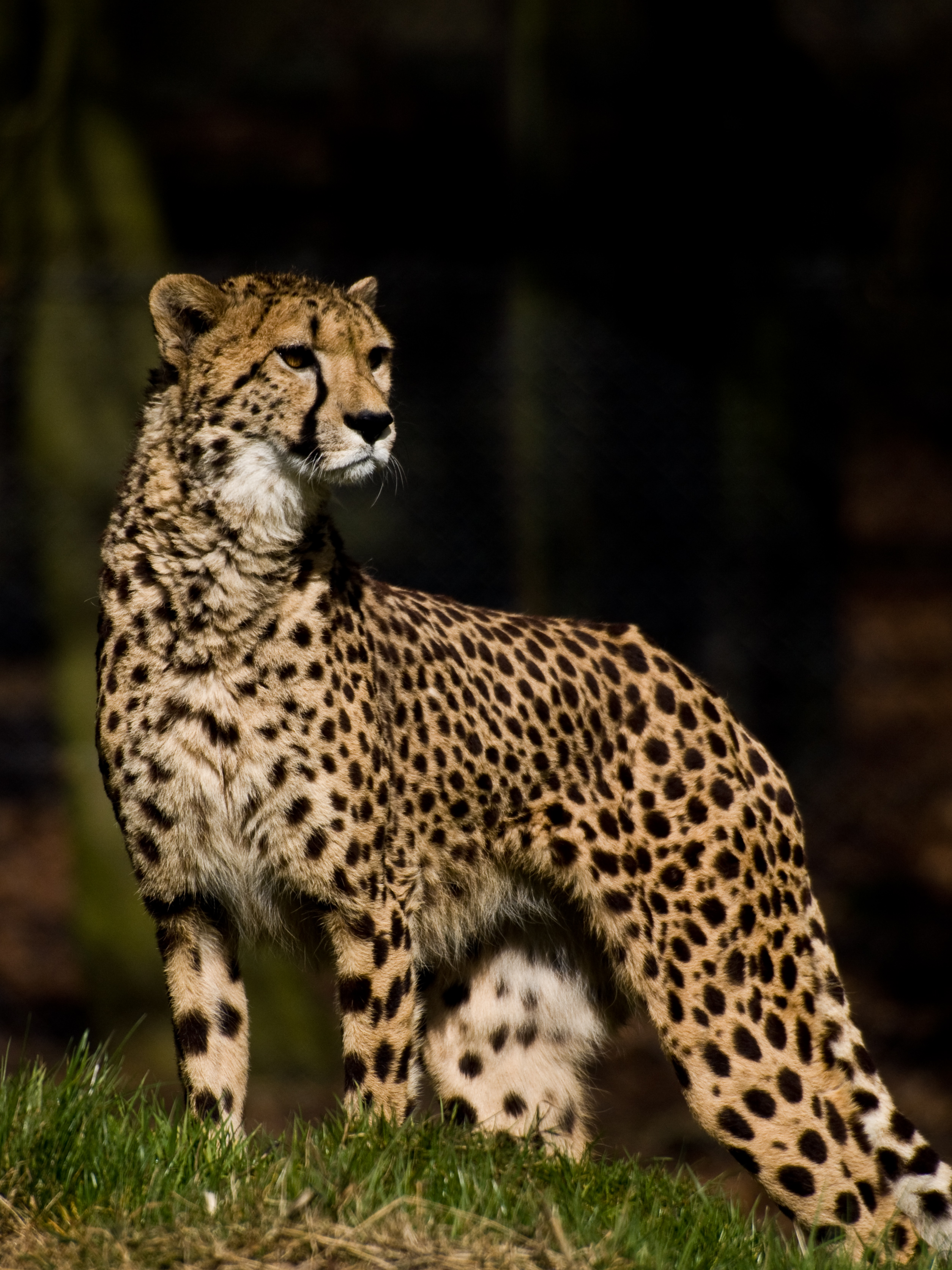
الفهد الصومالي

الحياة البرية في الصومال تشمل النباتات والحيوانات من الصومال ، التي هي متنوعة للغاية نظرا لموقعها في البلاد بين المعتدلة والاستوائية المناطق. المنطقة الساحلية أكثر رطوبة بسبب قربها من المحيط. الصومال هي موطن لأكثر من 727 نوعًا من الطيور وتضم أكثر من 177 نوعًا من الثدييات.
الصومال هي موطن لمجموعة متنوعة من النباتات والحيوانات ، من أشجار الأكاسيا إلى الطيور والقطط الكبيرة والزواحف الكبيرة والصغيرة.
في بعض المناطق، وتغطي الجبال مع الشجيرات مثل شوك النار ، الياسمين ، البونسيتة ، وتشكيلة متنوعة من الخضرة. الكراوية ، شاي كركديه ، الهيل ، الكزبرة ، البخور ، المر ، و الفلفل الأحمر شائعة.

## المعجم
هناك العديد من أشكال المصطلحات والطرق لوصف subphylums ، الكناية وتصنيفات الحيوانات المختلفة التي تعيش داخل الصومال. وتشمل هذه ، باهال (مخلوق) ، doobjoog (حيوان أليف / حيوان أليف) ، duurjoog / dugaag (حيوان بري / غير مألوف ) ، Hangaguri (حيوان عام) ، dalanga أو شكلها المحدد dalangihi ( حبليات ) ، ناسلي (الثدييات) ، xasharaad (حشرة ) ، البريبيود (البرمائيات) ، xamaarato (الزواحف) ، و noole (الكائن الحي).

## الحيوانات

### الثدييات
تحتوي الصومال على مجموعة متنوعة من الثدييات بسبب تنوعها الجغرافي والمناخي. تم العثور على الحيوانات البرية في كل منطقة. ومن بين هذه الأخيرة هي الأسد ، السودان الفهد ، مشبك الزرافة ، البابون ، الزباد ، اشابيل ، فيل الأدغال الأفريقية ، خنزير الآجام ، غزال سومرنغ ، الظباء ، الوعل ، كودو ، الديك الديك ، عريبي ، الظبي ، حمار وحشي الصومالي ، حمار زرد غريفي ، ضبع .
تم العثور على الأفيال أيضًا. نظرًا لأن الفيلة مهاجرة ، فإنها توجد في مجموعة متنوعة من الموائل ، مثل الغابات والسافانا والغابات الاستوائية . الصومال هي موطن لمجموعة متنوعة من النباتات والحيوانات ، من أشجار الأكاسيا ، إلى الطيور ، والرئيسيات ، والقطط الكبيرة ، والزواحف الكبيرة والصغيرة. الوبر الصخري ذو النقط الصفراء ، والذي يوجد في السافانا والمناطق الصخرية ، يشبه إلى حد كبير القوارض الكبيرة ، ولكنه في الواقع مرتبط بالفيلة. الخلد الذهبي الذي يسكن السافانا ، والأرض الشجرية والسكن الصحراوي.
توجد الأنواع التالية من الثدييات حصريًا في شمال الصومال:
- قزم الجربيل
- زبابة الفيل
- بربرة جربيل
- كروسيدورا غرينوودي
- جيربيلوس بروكماني

### طيور

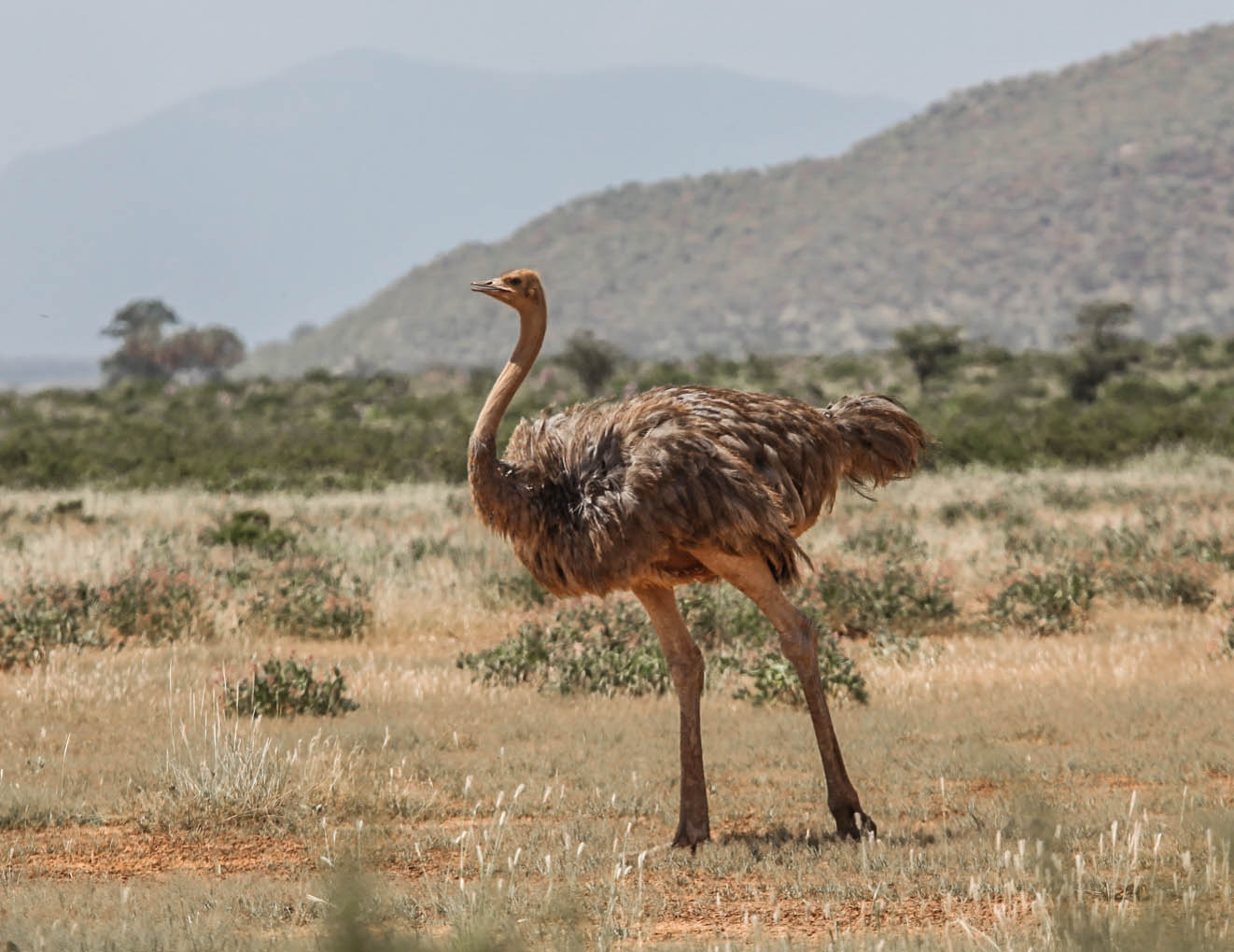
نعامة صومالية

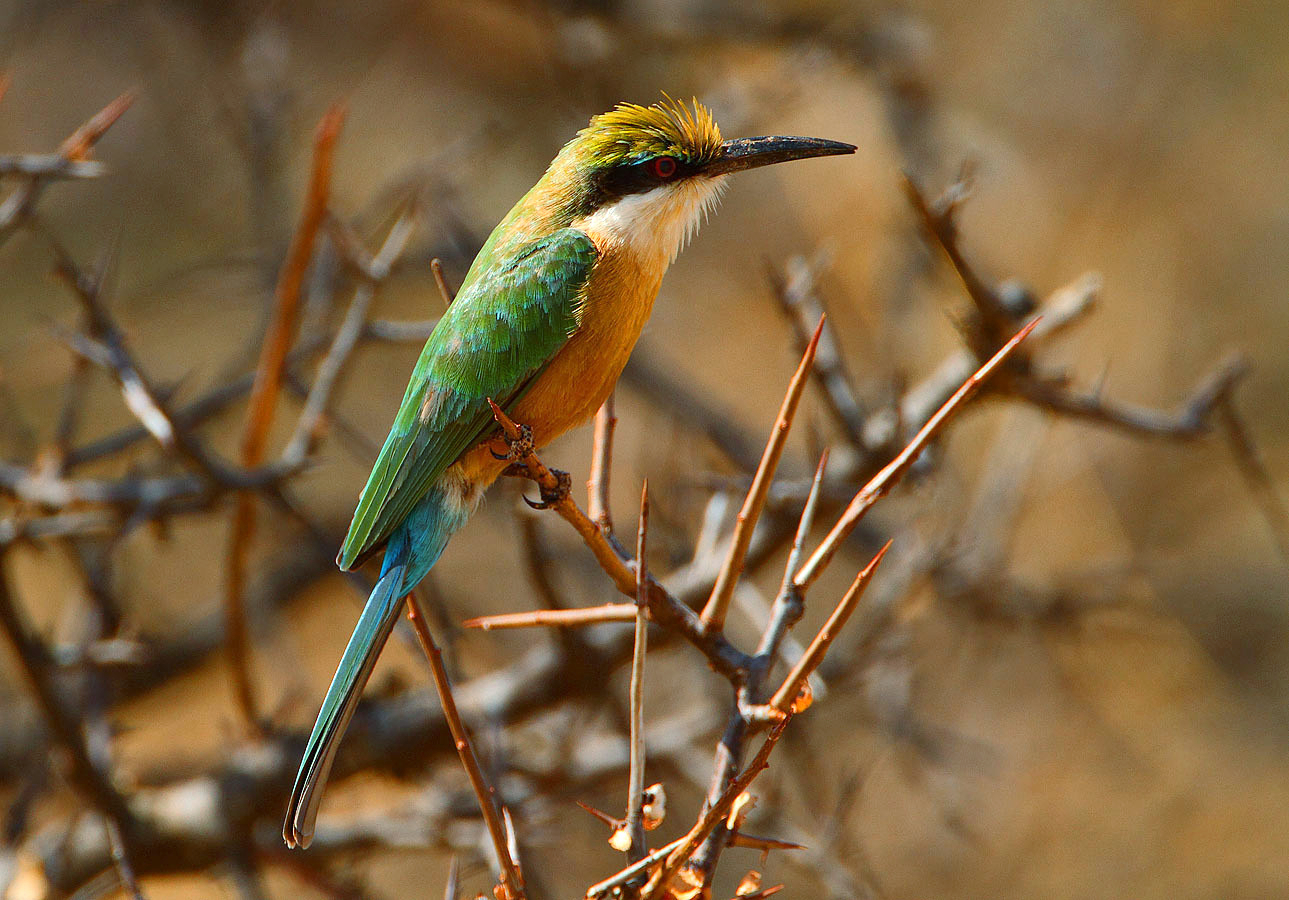
آكل النحل

في الصومال حاليا يوجد حوالي 727 أنواع من الطيور ، منها النادرة والغير نادرة. ومنهم ما تم اكتشافه حديثا. وتسكنها أربعة عشر من الأنواع المهددة عالميا.
الأنواع التالية من الطيور توجد في الصومال:
- (Qoolay) الحمامة ذات العين الحمراء (Streptopelia semitorquata)
- (Xamaam) الحمام المرقط (كولومبا غينيا)
- نسر أبيض الظهر (Gyps africanus)
- Namaqua Dove (Oena capensis capensis)
- بلبل صومالي (Pycnonotus barbatus somaliensis)
- حمامة صومالية
- بلاك بوبو
- Alaemon hamertoni (Alaudidae) - قبرة الهدهد الصغرى
- Heteromirafra Archeri (Alaudidae) - قبرة آرتشر
- Mirafra ashi - Ash's Bushlark
- Mirafra somalica (Alaudidae) - صومالي Bushlark
- Carduelis johannis (Fringillidae) - Warsangli Linnet

### الزواحف
يوجد في أرض الصومال ما يقرب من 235 نوعًا من الزواحف
هناك زواحف فريدة من نوعها في أرض الصومال تشمل أفعى هيوز ذات قشرة المنشار ، بومسلانغ ، بلاك مامبا ، ثعبان البحر الأصفر البطن ، الكوبرا المصرية ، كوبرا البصق الأحمر ، أفعى النفخ الصومالية ، أفعى السجادة الصومالية ، بلاتيسيبس ميساناي ، ثعبان Scortecci ذو الإكليل Spalerosophis josephscorteccii الصومالي الرمال أفعى ، و سحلية الزاوية دودة ، mastigure ماكفادين في الضب الخلوي macfadyeni، أبو بريص لانزا في Hemidactylus granchii، الإشارة أبو بريص، وسحلية الجدار إما من Mesalina أو Eremias . الأفعى colubrid Aprosdoketophis andreonei و Skink Haackgreerius miopus هي أجناس متوطنة.

### سمك

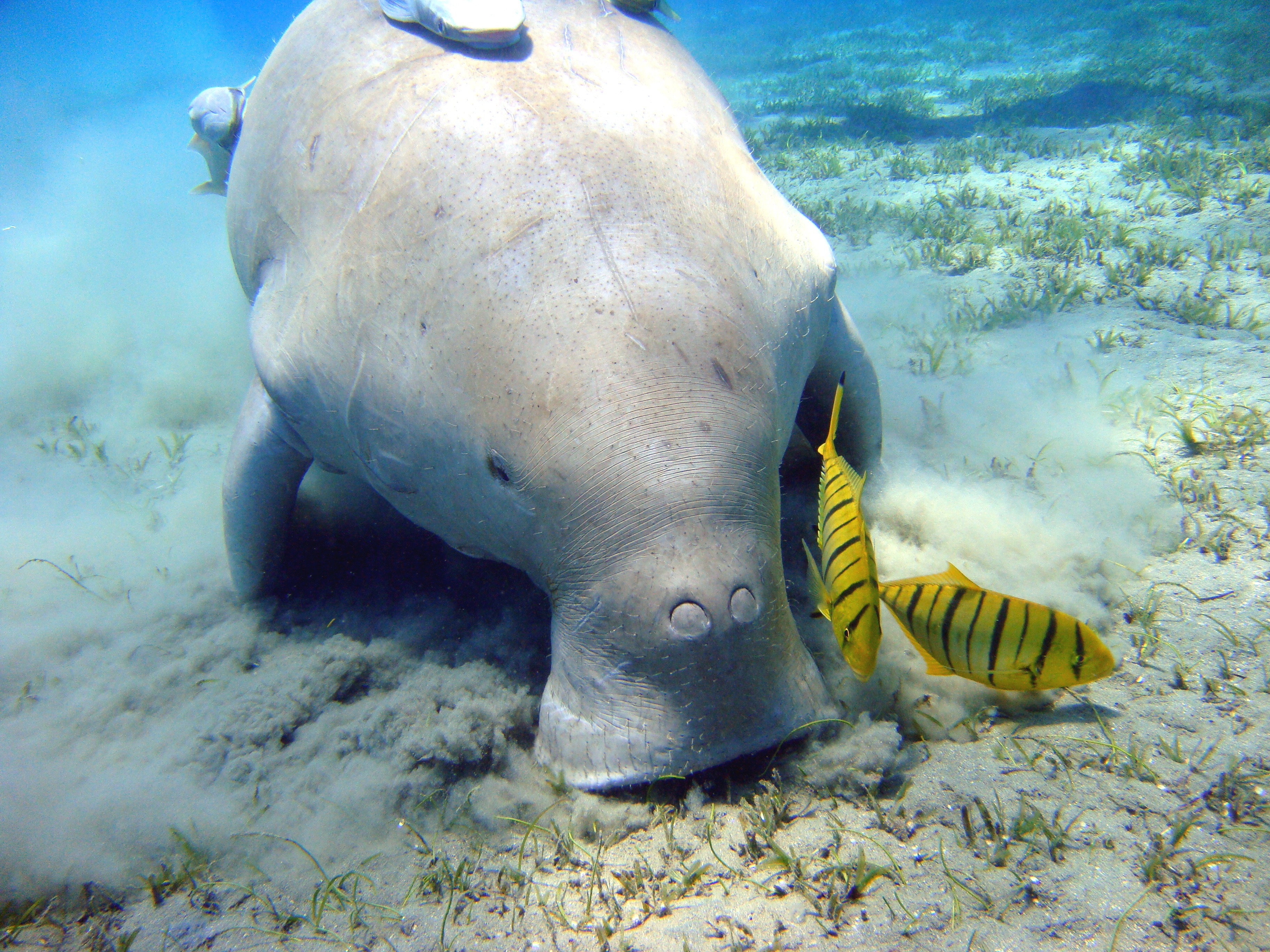
الأطوم

تعتبر الصومال مناطق صيد رئيسية لأنواع الأسماك الكثيرة الارتحال مثل التونة والأنواع الشبيهة بالتونة ، والجرف القاري الضيق والمنتج هو موطن للعديد من أسماك القاع وأنواع القشريات .
يوجد في البحر الصومالي انواع هائلة ونادرة من الاسماك وتعتبر الصومال من الدول الذي تملك عدد لا يمكننا قياسه من الثروات البحرية.

## النباتية
المرتفعات ، التي تمر عبر خط شبه مستمر عبر شرق إفريقيا ، قد عزلت إلى حد كبير نباتات شمال الصومال على الرغم من التشابه العام لمناخها وتربتها مع الجانب الغربي للصومال، من شريط الأرض المرتفعة. الجزء الأكبر من الشمال مغطى إما بالأعشاب الخشنة الطويلة ، أو بشكل أكثر شيوعًا مع شجيرة كثيفة أو غابة ، من بينها أشجار معزولة من حين لآخر. النباتات انتشارا بوش هي الخنساء، أشجار السنط ، الصبر ، وعلى وجه الخصوص، النقرس وكوميفورا ، التي تدر عطرة للغاية الراتنجات و البلسم ، مثل المر ، اللبان (olibanum) و بلسم جلعاد .
من بين أكبر الأشجار يوجد أرز الجبل ، الذي يصل إلى 100 قدم ؛ الكأس ، الذي يحمل التوت الصالح للأكل في مظهر يشبه الكرز بطعم التفاح ، ينمو إلى حوالي 80 قدم. توجد بقع من القصب الكثيف تصل إلى 10 قدم عالية ، وغابة من الطرفاء على طول مجاري النهر ، وعلى كلا الجانبين الغابة مرتفعة وأكثر ترفًا من الهضبة المفتوحة. من النباتات العشبية ، يوجد كيسينيا ، الممثل الوحيد لأمر Loasaceae ، وهو شائع في أمريكا ولكنه نادر جدًا في أماكن أخرى. الصومال تمتلك أيضًا أشكالًا تنتمي إلى نباتات شرق البحر الأبيض المتوسط.
تم العثور على أجناس النباتات الوعائية التالية في الصومال:
- Boswellia occulta (Burseraceae) يتم وصف الأنواع الجديدة Boswellia occulta من منطقة صغيرة في منطقة الأفوين في شمال الصومال ، حيث تتمتع محليًا بأهمية اجتماعية واقتصادية كبيرة. على الرغم من استخدامه لإنتاج اللبان من قبل أجيال عديدة من الحاصدين المحليين ، إلا أنه لم يكن معروفًا للعلم حتى الآن.
- ('Gagabood') Iphiona rotundifolia
- ('Dibow') الفربيون inculta
- ("Sobkax") Odontanthera Radians هو أحد أفراد عائلة Apocynaceae ، والتي توجد في المناطق الساحلية وشبه الساحلية في الصومال.
- ('كولان') Balanites rotundifolia
- ('Maygaag') بوسيا ميمينيفوليا
- ('Qudhac') فطيرة تورتيليس
- Eriostylos 1 spp. Amaranthaceae
- Polyrhabda 1 spp. Amaranthaceae
- جويديرا 1 spp. أبوسيناسيا
- Whitesloanea 1 spp. أبوسيناسيا
- Puccionia 1 spp. كليوماسيا
- Afrotrichloris 2 spp. جرامينيا
- Pseudozoysia 1 النيابة. جرامينيا
- تاينيورهاشيس 1 spp. جرامينيا
- Renschia 1 spp. لابياتي
- Symphyochlamys 1 spp. Malvaceae

## الحيوانات الوطنية[7]
- الحيوان الوطني : الفهد الصومالي